# Le Châtellier, Ille-et-Vilaine
Le Châtellier är en kommun i departementet Ille-et-Vilaine i regionen Bretagne i nordvästra Frankrike. Kommunen ligger i kantonen Saint-Brice-en-Coglès som tillhör arrondissementet Fougères-Vitré. År 2022 hade Le Châtellier 427 invånare.

## Befolkningsutveckling
Antalet invånare i kommunen Le Châtellier
Referens:INSEE